# Аустурланд
Аустурланд (ісл. Austurland) — регіон (виборчий округ) в Ісландії.
Аустурланд є одним з 8 регіонів (виборчих округів) Ісландії й розташований на крайньому сході острова. Площа регіону становить 21 986 км². Чисельність населення — 12 882 осіб (на кінець 2008 року). Щільність населення — 0,586 особи/км². Адміністративний центр — місто Еґільсстадір у громаді Флетсдальстерад.

## Адміністративний поділ
Регіон розділений на три округи й дві «вільні громади».
Вільні громади:
- Сейдісфіордаркаупстадір
  - Чисельність населення — 726 осіб. Площа — 213 км². Адміністративний центр — Сейдісфіордюр.

- Ф'ярдабіггд
  - Чисельність населення — 5705 осіб. Площа — 628 км². Адміністративний центр — Ескіфіордюр.

Округи:
- Нордюр-Муласісла
  - Чисельність населення — 1382 особи. Площа — 10 568 км². Адміністративний центр — Сейдісфіордюр

- Сюдюр-Муласісла
  - Чисельність населення — 5351 особа. Площа — 3870 км². Адміністративний центр — Ескіфіордюр

- Ейстур-Скафтафельсісла
  - Чисельність населення — 2186 осіб. Площа — 6280 км². Адміністративний центр — Гебн.

## Населення
| Рік  | Населення | Відсоток від загального населення Ісландії |
| ---- | --------- | ------------------------------------------ |
| 1920 | 10 245    | 10,85 %                                    |
| 1930 | 10 545    | 9,71 %                                     |
| 1940 | 10 220    | 8,41 %                                     |
| 1950 | 9 848     | 6,83 %                                     |
| 1960 | 10 367    | 5,78 %                                     |
| 1970 | 11 315    | 5,53 %                                     |
| 1980 | 12 856    | 5,56 %                                     |
| 1990 | 13 216    | 5,13 %                                     |
| 2000 | 11 768    | 4,13 %                                     |
| 2007 | 12 459    | 3,93 %                                     |